# Dorochowo (rejon ruzski)
Dorochowo (ros. Дорохово) – osiedle w Rosji, w obwodzie moskiewskim, w rejonie ruzskim. W 2010 liczyło 3688 mieszkańców.